# Peyton Randolph

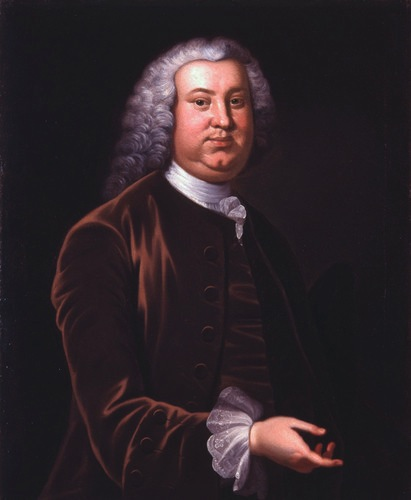
Peyton Randolph

Peyton Randolph (* September 1721 in Williamsburg, Colony of Virginia; † 21. Oktober 1775 in Philadelphia, Province of Pennsylvania) war der erste Präsident des Kontinentalkongresses.

## Leben
Peyton besuchte das College of William & Mary in Williamsburg und studierte später am Inns of Court in London. 1743 bestand er das Examen, durfte damit als Rechtsanwalt arbeiten und wurde Mitglied der Bar, der Standesorganisation der Rechtsanwälte. Dann kehrte er nach Williamsburg zurück und wurde im Folgejahr zum Staatsanwalt der Kolonie Virginia ernannt. Er diente ab 1748 mehrere Amtsperioden im Abgeordnetenhaus von Virginia. 1751 führte seine Doppelrolle als Staatsanwalt und Abgeordneter zu einem außerordentlichen Interessenkonflikt.
Der neue Gouverneur, Robert Dinwiddie, hatte eine Gebühr für die Ausstellung von Grundurkunden erzwungen, gegen den strikten Widerstand des Abgeordnetenhauses. Das Abgeordnetenhaus wählte Peyton Randolph als Repräsentanten ihres Falles bei der Krone in London aus. In seiner Rolle als Staatsanwalt war er jedoch verpflichtet, Aktionen des Gouverneurs zu verteidigen. Randolph fuhr gegen die Anweisungen von Gouverneur Dinwiddie nach London und wurde für kurze Zeit seines Amtes als Staatsanwalt enthoben. Er wurde bei seiner Rückkehr auf Geheiß der Oberen in London wieder eingesetzt, die außerdem dem Gouverneur empfahlen, die Gebühr abzuschaffen.
1765 fand sich Randolph mit dem neuen Abgeordneten Patrick Henry in einer Auseinandersetzung in der Frage der Reaktion auf das Stempelgesetz. Das Abgeordnetenhaus beauftragte Randolph, Empfehlungen zu diesem Gesetz zu entwerfen, aber sein mehr konservativer Plan wurde überstimmt, als Henry die Bestätigung von fünf seiner sieben Virginias Stempelgesetz-Resolutionen erreichte. Das wurde bei einer Versammlung des Abgeordnetenhauses getan, an der die meisten der Abgeordneten nicht teilnahmen und der Randolph ohne einen Sprecher vorsaß.
Randolph wurde 1766 als Staatsanwalt entlassen. Als sich die Reibungen zwischen Britannien und den Kolonien fortsetzten, wurde er immer mehr ein Anhänger der Unabhängigkeit. 1769 wurde das Abgeordnetenhaus durch den Gouverneur als Antwort auf Aktionen gegen die Townshend-Gesetze aufgelöst. Randolph war zu dieser Zeit Sprecher des Abgeordnetenhauses. Danach saß er Versammlungen einer Gruppe ehemaliger Abgeordneter in einer Williamsburger Kneipe vor, die an Reaktionen auf die unwillkommenen Steuerschätzungen der britischen Regierung arbeiteten.
Randolph wurde gewählt, sowohl dem Ersten als auch dem Zweiten Kontinentalkongress vorzusitzen, zu großen Teilen auf Grund seiner Reputation, die er sich als Vorsitzender des Abgeordnetenhauses erworben hatte. Er erlebte die Unabhängigkeit der von ihm angeführten Nation nicht mehr; er starb in Philadelphia und wurde in Christ Church beigesetzt. Sein Neffe Edmund Randolph wurde der erste United States Attorney General. Es gibt zwei Countys, die nach ihm benannt wurden, in North Carolina und in Indiana. Zwei Schiffe der United States Navy hießen ihm zu Ehren USS Randolph.